# Willi Kunkel
Wilhelm Kunkel (* 27. April 1908 in Dudweiler; † 22. Januar 1970) war ein deutscher Widerstandskämpfer gegen den Nationalsozialismus und Mitglied der Internationalen Brigaden.

## Leben
Willi Kunkel besuchte die Volksschule und wurde anschließend Elektriker. Er arbeitete unter anderem bei der Firma Jaeckel, bei der Straßenbahn im Saartal sowie bei der AEG Saarbrücken. 1932 wurde er arbeitslos. Er gehörte der KPD an und engagierte sich für den Status quo des Saargebiets. Er gehörte einer Thälmann-Delegation an, die im Oktober 1934 Ernst Thälmann im Gefängnis Moabit besuchen wollte, jedoch abgewiesen wurde. Die Fahrt wurde von der Roten Hilfe Deutschlands organisiert wurde und diente auch der Unterstützung des Widerstands gegen das Dritte Reich.
Nach der Saarabstimmung am 13. Januar 1935 emigrierte er nach Frankreich. Er schloss sich einer Emigrantengruppe in Toulouse und Salies-du-Salat im damaligen Département Haute-Garonne an, bevor er im Oktober 1936 zur Thälmann-Kolonne stieß und im Spanischen Bürgerkrieg gegen die Faschisten kämpfte. Er nahm an den Kämpfen um die Eremitage Santa Quiteria bei Tardienta teil.
1939 kehrte er nach Frankreich zurück und arbeitete bis 1941 in einer Arbeitskompanie in Montabaun. Nach der Besetzung Frankreichs wurde er festgenommen und im Le Vernet und ab April 1943 im Lager Nexon interniert. Im Juni 1943 wurde er an die Gestapo überstellt. Als Schutzhäftling kam er über Forts de Romainville nach Saarbrücken über Trier ins KZ Dachau. Von dort wurde er gegen Kriegsende auf einen der Todesmärsche Richtung Bad Tölz geschickt, wo er am 29. April 1945 von den US-Amerikanern befreit wurde. Infolge der Misshandlungen litt er zeit seines Lebens unter einer Erblindung des linken Auges, Zahnverlust und psychischen Störungen.
Nach dem Zweiten Weltkrieg kehrte er ins Saarland zurück, wo er zunächst als Kinopächter arbeitete und später einen Tabakladen betrieb. Später arbeitete er für die Stadt Saarbrücken.
Er wurde sowohl von der Saarregierung als auch später in der Bundesrepublik als Opfer des Nationalsozialismus anerkannt. 1956 erhielt er die Hans-Beimler-Medaille der DDR.